# Техван Хьон
Техван Хьон (9 грудня 1964 , Тегу ) — південнокорейський хімік і нанознавець.

## Біографія та дослідження
Здобув ступінь бакалавра з хімії у Сеульському національному університеті в 1987 році та ступінь магістра в 1989 році. Як докторант він працював під орудою Кеннета С. Суслика в Університеті Іллінойсу в Урбана-Шампейн. 
Як постдоторант він працював під орудою Вольфганга М. Х. Захтлера у Північно-Західному університеті. 
З 1997 року працює у Сеульському національному університеті, де обіймає посаду професора.
Фахівець з синтезу і застосування наночастинок однакового розміру, для чого він і його група розробили новий метод синтезу (процес нагрівання), який, як правило, застосовується до багатьох перехідних металів і оксидів. 
Наприклад, він використав цей метод для розробки нового контрастного засобу для МРТ, виготовленого з біосумісних наночастинок оксиду марганцю, за допомогою якого можна було б отримати детальні зображення анатомії мозку миші. 
Він також розробив багатофункціональні наночастинки, які можна використовувати у медицині як для візуалізації на різних довжинах хвилі, так і для терапії одночасно.

## Нагороди та визнання
- 1991–1996: стипендія корейського уряду за кордоном;
- 1993–1996: стипендія кафедри хімії Університету Іллінойс;
- 1996: премія Т. С. Пайпера, Університет Іллінойсу в Урбана-Шампейн , неорганічна хімія;
- 2001: премія молодого науковця[en], Корейська академія науки і техніки[2];
- 2002: премія «Учений місяця», Міністерство науки і технологій, Корея;
- 2005: премія «Відмінний дослідник», Відділ неорганічної хімії Корейського хімічного товариства;
- 2006: член Королівського хімічного товариства;
- 2007: Shinyang Science Award, Shinyang Foundation;
- 2008: премія POSCO, POSCO-ChungAm Foundation
- 2010: член Корейської академії науки і технологій[en];
- 2010: заслужений співробітником Сеульського національного університету;
- 2012: член Національної інженерної академії Південної Кореї;
- 2012: премію Хо-Ам з інженерії[en][3];
- 2013: член Товариства досліджень матеріалів[4];
- 2016: премія IUVSTA з технологій (Міжнародний союз вакуумної науки, техніки та додатків);
- 2016: корейська премія S&T від президента Кореї;
- 2020: Clarivate Citation Laureates;

## Доробок
- mit S. S. Lee u. a.: Synthesis of highly crystalline and monodisperse maghemite nanocrystallites without a size-selection process, Journal of the American Chemical Society, Band 123, 2001, S. 12798–12801
- mit S. W. Kim, M. Kim, W. Y. Lee: Fabrication of hollow palladium spheres and their successful application to the recyclable heterogeneous catalyst for Suzuki coupling reactions, Journal of the American Chemical Society, Band 124, 2002, S. 7642–7643
- Chemical synthesis of magnetic nanoparticles, Chemical Communications, 2003, S. 927–934
- mit J. Park u. a.: Ultra-large-scale syntheses of monodisperse nanocrystals, Nature Materials, Band 3, 2004, S. 891–895
- mit j. Park u. a.: Synthesis of monodisperse spherical nanocrystals, Angewandte Chemie Int. Edition, Band 46, 2007, S. 4630–4660
- mit J. Lee, J. Kim: Recent progress in the synthesis of porous carbon materials, Advanced Materials, Band 18, 2006, S. 2073–2094
- mit J. Kim u. a.: Magnetic fluorescent delivery vehicle using uniform mesoporous silica spheres embedded with monodisperse magnetic and semiconductor nanocrystals, Journal of the American Chemical Society, Band 128, 2006, S. 688–689
- mit J. Kim u. a.: Multifunctional uniform nanoparticles composed of a magnetite nanocrystal core and a mesoporous silica shell for magnetic resonance and fluorescence imaging and for drug delivery, Angewandte Chemie, Band 120, 2008, S. 8566–8569
- mit J. Kim, Y. Piao: Multifunctional nanostructured materials for multimodal imaging, and simultaneous imaging and therapy, Chemical Society Reviews, Band 38, 2009, S. 372–390
- mit H. B. Na, I. C. Song: Inorganic nanoparticles for MRI contrast agents, Advanced Materials, Band 21, 2009, S. 2133–2148
- mit J. Yu u. a.: High-resolution three-photon biomedical imaging using doped ZnS nanocrystals, Nature Materials, Band 12, 2013, S. 359–366